# 加藤正人 (森林学者)
加藤 正人（かとう まさと、1957年 - ）は、日本の森林学者。信州大学教授。専門は森林計測・計画学。北海道北見市生まれ。
森林計測・計画学を専攻し、森林調査、森林計測、森林計画、森林情報を専門とする。編著の『森林リモートセンシング』（ISBN 978-4889651980）は森林技術者と大学生向けの標準テキストとして知られる。「レーザセンシングによるスマート精密林業」コンソーシアム代表、大学発ベンチャー精密林業計測㈱の創業者・技術顧問。日本を元気にする産学官連携による林業の成長産業化と社会実装に取組んでいる。

## 経歴
- 1981年 - 宇都宮大学農学部林学科卒業
- 1983年 - 宇都宮大学大学院農学研究科修士課程修了
- 1996年 - 北海道大学大学院農学研究科博士課程修了、博士（農学）[1]
- 1983年 - 北海道立林業試験場研究員、経営科長、資源解析科長
- 1999年 - 北海道大学非常勤講師兼任、信州大学非常勤講師兼任
- 2002年 - 信州大学農学部助教授　森林計測･計画学研究室主宰
- 2005年 - 信州大学農学部教授
- 2006年 - ビクトリア大学客員教授
- 2010年 - 信州大学農学部アルプス圏フィールド科学教育研究センター（AFC）長
- 2014年 - 信州大学先鋭領域融合研究群山岳科学研究所長
- 2019年 - 信州大学先鋭領域融合研究群教授

## 賞与
- 2010年4月 - 日本森林学会賞
- 2006年4月 - 森林計画学会賞
- 2001年4月 - 第47回林業技術賞
- 1996年4月 - 森林計画学会黒岩奨励賞

## 著書
- 『Remote Sensing of Forests from Lidar and Radar, Remote Sensing Handbook Vol. 2 Land Resources Monitoring, Modeling, and Mapping with Remote Sensing』（CRC Press Taylor & Francois Group 、2015年）
- 『森林リモートセンシング第4版　-基礎から応用まで-』（J-FIC、2014年）
- 『新版農業測量』（実教出版、2010年）
- 『森林リモートセンシング　-基礎から応用まで-』（J-FIC、2004年）
- 『Let’s enjoy 誰でもできるサンデー森づくり』（森林計画学会出版局、1999年）